# Llocnou de Sant Jeroni
Llocnou de Sant Jeroni település Spanyolországban, Valencia tartományban. Llocnou de Sant Jeroni Almiserà, Castellonet de la Conquesta, Villalonga és Terrateig községekkel határos. Lakosainak száma 586 fő (2024).

## Népesség
A település népessége az utóbbi években az alábbiak szerint változott:
| Lakosok száma | 574  | 568  | 581  | 582  | 583  | 546  | 544  | 546  | 577  | 586  |
|               | 2001 | 2004 | 2007 | 2009 | 2012 | 2014 | 2017 | 2019 | 2022 | 2024 |